# Постучись в мою дверь
«Постучись в мою дверь» (тур. Sen Çal Kapımı) — турецкий романтический комедийный и драматический телесериал производства MF Yapım, состоящий из двух сезонов, которые транслировались с 8 июля 2020 года по 8 сентября 2021 года на телеканале FOX. В оригинале сериал содержит 52 серии продолжительностью 2 часа или более, в русском переводе — 161 серию примерно по 40 минут. Режиссёрами первой серии выступили Эндер Мыхлар и Юсуф Пирхасан, всех последующих — Альтан Дёнмез. Автором сюжета и сценаристом стала Айше Унер Кутлу. Главные роли в сериале исполнили Ханде Эрчел и Керем Бюрсин.

## Сюжет
Эда Йылдыз (Ханде Эрчел) с детства живёт вместе со своей тётей Айфер (Эврим Доган) после того, как её родители трагически погибли. Эда работает в семейном цветочном магазине и мечтает уехать на стажировку в Италию, но лишается стипендии, которую местное архитектурное бюро «Art Life» выделяет для талантливых студентов. Разозлившись, Эда решает отомстить владельцу бюро — архитектору Серкану Болату (Керем Бюрсин). Знакомство молодых людей, начавшееся со ссоры, оборачивается неожиданным договором — Эда получит полностью оплаченную поездку в Италию, если два месяца будет притворяться девушкой Серкана, чтобы он смог вернуть свою бывшую девушку Селин (Биге Онал), которая решила выйти замуж вскоре после расставания с Серканом.

## Актёры и персонажи

### Главные и второстепенные персонажи
| Актёр                   | Персонажи                          | Серии |
| ----------------------- | ---------------------------------- | ----- |
| Ханде Эрчел             | Эда Йылдыз-Болат                   | 1—52  |
| Керем Бюрсин            | Серкан Болат                       | 1—52  |
| Неслихан Йелдан         | Айдан Болат — мама Серкана — Керем | 1—52  |
| Эврим Доган             | Айфер Йылдыз — тётя Эды            | 1—52  |
| Аныл Ильтер             | Энгин Сезгин                       | 1—52  |
| Эльчин Афаджан          | Мелек Юджель (Мело) — подруга Эды  | 1—52  |
| Башак Гюмюльджинелиоглу | Перил Байтекин / Сезгин            | 1—52  |
| Алиджан Айтекин         | Сейфи Чичек — помощник Айдан Болат | 1—52  |
| Сарп Бозкурт            | Эрдем Шангай                       | 1—52  |
| Синан Албайрак          | Кемаль Озджан                      | 35—52 |
| Синан Хельваджи         | Бурак Балджи                       | 40—52 |
| Сина Озер               | Керем                              | 40—52 |

### Персонажи-дети
| Актёр               | Персонаж    | Серии |
| ------------------- | ----------- | ----- |
| Майя Башол          | Кираз Болат | 40—52 |
| Ахмет Эфе Метекоглу | Джан Сезгин | 40—52 |

### Персонажи, выбывшие до финала
| Актёр              | Персонаж              | Серии        |
| ------------------ | --------------------- | ------------ |
| Дога Озюм          | Пина Болат            | 41—50        |
| Айше Акын          | Дениз Колджу          | 40—48        |
| Илькяз Арслан      | Лейла Хактан          | 1—39         |
| Чагры Чытанак      | Ферит Шимшек          | 1—39         |
| Биге Онал          | Селин Атакан          | 1—22, 29—38  |
| Сарп Джан Кёроглу  | Дениз Карасу          | 29—37        |
| Мелиса Дёнгель     | Джерен Башар          | 1—37         |
| Хакан Карахан      | Александр Цукко       | 24—27, 29—34 |
| Ситаре Акбаш       | Фигян Йылдырым (Фифи) | 1—28         |
| Айшегюль Ишсевер   | Семиха Йылдырым       | 23—28        |
| Илайда Чевик       | Балджа Кочак          | 22—28        |
| Ахмет Марк Сомерс  | Альптекин Болат       | 1—22         |
| Али Эрсан Дуру     | Эфе Акман             | 13—21        |
| Исмаиль Эге Шашмаз | Каан Карадаг          | 1—10         |

### Гостевые персонажи
| Актёр           | Персонаж      | Серии |
| --------------- | ------------- | ----- |
| Парла Шенол     | Ядигар Озджан | 50—51 |
| Буграхан Чайир  | Тахир         | 23—28 |
| Мерт Оджал      | Принц Сеймен  | 25—26 |
| Дорукхан Кенгер | Дженк         | 1—2   |

## Даты трансляции
| Сезон | День и время трансляции            | Начало сезона | Конец сезона            | Количество серий в сезоне | Диапазон серий внутри сезона | Год выпуска | Телеканал |
| ----- | ---------------------------------- | ------------- | ----------------------- | ------------------------- | ---------------------------- | ----------- | --------- |
| 1     | Среда 20.00 / Суббота 20.00, 22.45 | 8 июля 2020   | 17 апреля 2021          | 39                        | 1—39                         | 2020—2021   | FOX       |
| 2     | Среда 20.00                        | 9 июня 2021   | 8 сентября 2021 (финал) | 13                        | 40—52                        | 2021        | FOX       |

## Приём
Сериал имел большой успех как в Турции, так и за рубежом. Финальная серия в сентябре 2021 года побила предыдущий рекорд по обсуждениям в 7,8 миллиона твитов, установленный эпизодом «Долгая ночь» телесериала «Игра престолов», во время трансляции.
В России стабильно входит в топ-250 лучших сериалов на Кинопоиске на протяжении 2022—2023 годов.
Образ Эды Йылдыз рассматривали и копировали многие модные СМИ, главные герои сериала не раз появлялись на обложках журналов Elle и Vogue.

## Награды и номинации
| Год  | Премия          | Категория                                   | Номинант                    | Результат |
| ---- | --------------- | ------------------------------------------- | --------------------------- | --------- |
| 2021 | Золотая бабочка | Лучший романтический комедийный сериал      | «Постучись в мою дверь»     | Победа    |
| 2021 | Золотая бабочка | Лучшая женская роль в романтической комедии | Ханде Эрчел                 | Номинация |
| 2021 | Золотая бабочка | Лучший актёр в романтической комедии        | Керем Бюрсин                | Номинация |
| 2021 | Золотая бабочка | Лучшая пара в сериале                       | Ханде Эрчел и Керем Бюрсин  | Победа    |
| 2021 | Золотая бабочка | Лучший режиссёр                             | Альтан Дёнмез Юсуф Пирхасан | Номинация |
| 2021 | Золотая бабочка | Лучший сценарий                             | Айше Унер Кутлу             | Номинация |
| 2021 | Золотая бабочка | Лучшая музыка                               | Айтекин Аташ                | Номинация |
| 2021 | Золотая бабочка | Лучший ребёнок-актёр                        | Майя Башол                  | Номинация |

Полный список наград и номинаций см. здесь

## Адаптации
Весной 2023 года были начаты съёмки российской версии сериала. Главные роли в романтической комедии «Постучись в мою дверь в Москве» исполнили актёры Никита Волков и Лиана Гриба. Трансляция сериала началась 12 февраля 2024 года на телеканале ТНТ и видеосервисах Premier и Okko. Российская версия появилась на сервисе Okko в феврале 2024 года. На старте сериал получил оценку 5,0 на сервисе Кинопоиск.